# Elektromagnetické pole
Elektromagnetické pole je fyzikální pole, které vyjadřuje působení elektrické a magnetické síly v prostoru. Skládá se tedy ze dvou fyzikálně propojených polí, elektrického pole a magnetického pole. Souvislost obou polí popisují Maxwellovy rovnice, z kterých plyne, že elektromagnetické pole je samo o sobě vlastním přenašečem elektrické energie, elektrický proud a elektrické napětí jsou jen vnější projevy tohoto pole, nikoliv přenašeče. Obecněji souvislost obou polí popisuje speciální teorie relativity, která obě pole popisuje pomocí jednoho čtyřrozměrného antisymetrického tenzoru elektromagnetického pole, kde je elektromagnetické pole popsáno šesti veličinami v každém bodě a okamžiku.
Elektromagnetická interakce je jedna ze základních interakcí, její zprostředkující částicí je foton. Jedná se o interakci dalekého dosahu. V mikrosvětě kvantové fyziky popisuje elektromagnetické pole kvantová elektrodynamika. Elektromagnetismus zahrnuje jevy jako např. elektromagnetická indukce nebo elektromagnetické záření.
Speciálním případem elektrického a magnetického pole jsou stacionární elektrické pole a stacionární magnetické pole, jejichž makroskopické veličiny nezávisí na čase. Zatímco v případě elektrostatického pole jsou náboje v klidu, u stacionárního elektrického pole se náboje mohou pohybovat, avšak elektrický proud, který svým pohybem vyvolávají, je nezávislý na čase, tj. konstantní, buzený zdrojem konstantního elektrického napětí. Naproti tomu elektrodynamika popisuje jevy, kdy se náboje pohybují zrychleně. Pouze urychlovaný (zpomalovaný) elektrický náboj (tj. s nenulovým zrychlením) dokáže přenášet změnu silových účinků v prostoru na jiný náboj. Zatímco v případě magnetostatického pole jsou volné proudy nulové, u stacionárního magnetického pole mohou být tyto proudy nenulové, avšak musí být konstantní. Volné proudy se tedy nemění v čase (takové proudy vznikají např. při rovnoměrném přímočarém pohybu elektrických nábojů). Stacionární magnetické pole se tedy vyskytuje v okolí vodičů s konstantním proudem a nepohybujících permanentních magnetů.
Nestacionární magnetické pole je magnetické pole, jehož charakteristické veličiny (magnetická indukce či magnetický indukční tok) se mění s časem. Jeho zdrojem může být nepohybující se vodič s časově proměnným elektrickým proudem, pohybující se vodič s konstantním nebo časově proměnným elektrickým proudem či pohybující se permanentní magnet nebo elektromagnet. Nestacionární magnetické pole je vzhledem k elektromagnetické indukci nutné nahlížet vždy v souvislosti s nestacionárním elektrickým polem, tedy jako nestacionární elektromagnetické pole. Speciálním případem je kvazistacionární magnetické pole. Rozumí se tím nestacionární magnetické pole v přiblížení, kdy časové změny prostorového rozložení nábojů jsou vždy natolik pomalé, že elektrické proudy, které jsou zdrojem pole, lze stále považovat za uzavřené. Nestacionární magnetické pole se v praxi používá například u elektrických strojů poháněných střídavým proudem.

## Lorentzova síla
Lorentzova síla je projevem elektromagnetického pole na hmotu, působí na náboj {\displaystyle q} částice pohybující se rychlostí 
{\displaystyle \mathbf {v} }:
{\displaystyle \mathbf {F} =q\left(\mathbf {E} +\mathbf {v} \times \mathbf {B} \right)},
běžně je jako Lorentzova síla označován pouze příspěvek magnetické síly:
{\displaystyle \mathbf {F} _{\mathrm {mag} }=q\ (\mathbf {v} \times \mathbf {B} )},
při zanedbání příspěvku elektrické síly {\displaystyle \mathbf {F} _{\mathrm {el} }=q\ \mathbf {E} },
kde {\displaystyle \mathbf {E} } je intenzita elektrického pole, {\displaystyle \mathbf {B} } je magnetická indukce a {\displaystyle \times } vyjadřuje vektorový součin. Rozdělení magnetických a elektrických příspěvků je závislé na vztažné soustavě.
Elementární práci elektromagnetického pole vykonanou při pohybu náboje {\displaystyle q} po dráze délky {\displaystyle l} lze pak vyjádřit vztahem:
{\displaystyle \mathrm {d} W=\mathbf {F} \cdot \mathrm {d} {\boldsymbol {l}}},
kde {\displaystyle \mathbf {F} } je síla působící na pohybující se náboj.

### Lorentzova síla působící na pohybující se náboj

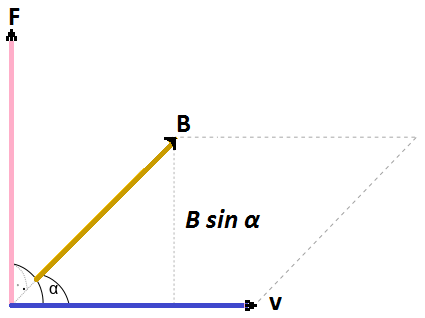
Lorentzova síla působící na pohybující se náboj

Magnetickým polem způsobená Lorentzova síla mění směr pohybu nabité částice, aniž by působila změnu velikostí její rychlosti. Polarita náboje je zohledněna kladným nebo záporným znaménkem; například elementární náboj jednoho elektronu je {\displaystyle q=-1{,}602\times 10^{-19}\ \mathrm {C} }.
Při rozepsání vektorového součinu dostáváme:
{\displaystyle F=|q|{\text{v}}B\sin \alpha },
kde {\displaystyle \alpha } je úhel mezi vektory {\displaystyle \mathbf {v} } a {\displaystyle \mathbf {B} }, pokud se náboj pohybuje kolmo na magnetické pole, tj. {\displaystyle \sin \alpha =1}, dostáváme:
{\displaystyle F=|q|{\text{v}}B}.
Pro určení směru působící síly používáme pravidlo pravé ruky.

### Lorentzova síla působící na vodič protékaný proudem

Lorentzova síla působící na vodič protékaný proudem

Elektrický proud procházející vodičem sestává z pohybujících se elektrických nábojů. Nachází-li se tedy vodič v magnetickém poli, bude na něj působit Lorentzova síla. Rychlost částice můžeme vyjádřit jako podíl směrového vektoru {\displaystyle \mathbf {n} } vodiče délky {\displaystyle l}, kterou elektrický náboj {\displaystyle q} urazí za čas {\displaystyle t}:
{\displaystyle \mathbf {v} ={\frac {l}{t}}\mathbf {n} \ \ \ \ \ } tj. {\displaystyle \ \ \ \ \ \mathbf {F} =q{\frac {l}{t}}\mathbf {n} \times \mathbf {B} },
kde {\displaystyle \mathbf {n} } je jednotkový vektor. Proud můžeme vyjádřit jako celkový náboj {\displaystyle q}, který projde daným místem za určitý čas {\displaystyle t}:
{\displaystyle I={\frac {\mathrm {d} q}{\mathrm {d} t}}},
pokud je proud {\displaystyle I} konstantní, dostáváme {\displaystyle q=It} a dosazením do předchozí rovnice dostáváme:
{\displaystyle \mathbf {F} =Il\mathbf {n} \times \mathbf {B} }.
Tato síla bývá také označována jako Ampérova síla. Je zřejmé, že tato síla je přímo úměrná délce vodiče v magnetickém poli. Zdvojnásobíme-li délku, zdvojnásobí se i působící síla. Odpovídající vztah po rozepsání vektorového součinu je:
{\displaystyle F=IlB\sin \alpha },
kde {\displaystyle \alpha } je úhel, který svírá vodič s indukčními čarami magnetického pole. V případě vodiče, který vede kolmo na magnetické indukční čáry, tj. {\displaystyle \sin \alpha =1}, dostáváme:
{\displaystyle F=IlB}.

## Elektromagnetická indukce
Elektromagnetické indukce způsobuje vznik elektrického napětí v uzavřeném elektrickém obvodu, který je způsoben změnou magnetického indukčního toku. Umístíme-li elektrický obvod tvořený uzavřenou smyčkou do magnetického pole, pak obvodem bude procházet elektrický proud, pokud:
- se smyčka začne pohybovat, směr proudu je závislý na směru změny magnetického pole a na orientaci pólů magnetu vůči smyčce.
- zdroje magnetického pole se začnou pohybovat,
- magnetické pole se začne měnit, např. v důsledku změny elektrických proudů, které jsou zdrojem magnetického pole.

Uvedené případy mají za následek vytvoření (indukci) elektrického proudu v elektrickém obvodu, ačkoliv k tomuto obvodu nebyl připojen žádný zdroj. Ve všech případech vzniká v elektrickém obvodu proud tím, že na nabité částice elektrického obvodu začnou působit síly, které je uvedou do pohybu. Podobně jako při zavedení elektromotorického napětí v nehomogenních vodičích lze pohyb nabitých částic chápat jako důsledek působení určité intenzity elektrického pole {\displaystyle {\boldsymbol {E}}} a odpovídajícího elektromotorického napětí {\displaystyle {\mathcal {E}}}, které se označuje jako indukované elektromotorické napětí. Indukované elektromotorické napětí může vznikat nejen v nehomogenních vodičích, ale také v homogenních. Na základě podobnosti s Ohmovým zákonem pro nehomogenní vodiče lze indukované elektromotorické napětí psát ve tvaru:
{\displaystyle {\mathcal {E}}(t)=Ri(t)},
kde {\displaystyle R} je celkový odpor obvodu a {\displaystyle i} je okamžitá hodnota indukovaného elektrického proudu v čase {\displaystyle t}.

### Faradayův zákon
Experimenty zkoumající elektromagnetickou indukci umožnily spojit hodnotu indukovaného elektromotorického napětí se změnami magnetického toku procházejícího elektrickým obvodem. Bylo zjištěno, že hodnota indukovaného elektromotorického napětí je rovna časové změně celkového magnetického toku, který prochází elektrickým obvodem, což se zapisuje ve tvaru:
{\displaystyle {\mathcal {E}}(t)=-{\frac {\mathrm {d} {\mathit {\Phi }}}{\mathrm {d} t}}},
kde {\displaystyle {\mathit {\Phi }}} představuje celkový magnetický tok, který protéká smyčkou (obvodem).

### Lenzův zákon
Lenzův zákon říká, že magnetické pole vytvořené indukovaným elektrickým proudem se snaží kompenzovat změny magnetického toku, které jsou odpovědné za vznik indukovaného proudu, tzn. indukovaný elektrický proud vytváří magnetické pole, které se snaží působit proti změnám, které indukci elektrického proudu způsobují. V uzavřené vodivé smyčce {\displaystyle C} délky {\displaystyle l} se změnou magnetického indukčního toku plochou smyčky {\displaystyle {\boldsymbol {S}}} indukuje elektromotorické napětí:
{\displaystyle {\mathcal {E}}(t)=\oint _{C}{\boldsymbol {E}}\cdot \mathrm {d} {\boldsymbol {l}}=-\ {\frac {\mathrm {d} }{\mathrm {d} t}}\int _{S}{\boldsymbol {B}}\cdot \mathrm {d} {\boldsymbol {S}}},
tj. ekvivalentně:
{\displaystyle \nabla \times {\boldsymbol {E}}=-{\frac {\mathrm {d} {\boldsymbol {B}}}{\mathrm {d} t}}}.